# هندسة اللوجستيات
هندسة اللوجستيات هي أحد فروع هندسة الأنظمة المختصة بالتنظيم العلمي لكل من شراء ونقل وتخزين وتوزيع وتشوين المواد والسلع تامة الصنع.
بوجه عام، تعد اللوجستيات نشاطًا خدميًا خاصًا بمركز التكلفة، ولكنها توفر القيمة عن طريق تحسين الكفاءة وإرضاء العملاء. قد تخسر تلك القيمة بسهولة إذا أصبح العميل مستاءً من الخدمة. ويمكن للمستخدم النهائي تضمين قسم آخر للعمليات أو مركز عمل داخل منشأة التصنيع، بحيث يكون مستودعًا يتم فيه تخزين السلع، أو يمكن تضمين المستهلك النهائي الذي سيستخدم المنتج.
ولقد ظهر في السنوات الأخيرة مصطلح أكثر شعبية وأشمل استخدامًا من مصطلح اللوجستيات، ألا وهو سلسلة الإمداد. تهتم سلسلة الإمداد أيضًا بكفاءة تسلسل الإمدادات / الشراء وبجهات التوزيع في أي منظمة. وفي حين تهتم اللوجستيات بنسقٍ واحد مع مراعاة الارتباط الفوري بين الإمدادات والتوزيع, تهتم سلسلة الإمداد بعدة مستويات/مراحل، بدايةً من توفير المواد الخام والتوزيع النهائي للسلع تامة الصنع وصولاً إلى العميل. كذلك، تقوم اللوجستيات على فرضية أنه إذا تم دمج أنشطة الإمداد والتوزيع مع أنشطة التصنيع / اللوجستيات، فيمكن أن يؤدي ذلك إلى زيادة أرباح المنظمة. ويتم استبدال الحد الأدنى الداخلي من التكلفة الإجمالية لعملية التصنيع بالحد الأدنى العام من التكلفة الإجمالية للسلسلة بأكملها، والذي يؤدي بالتالي إلى زيادة الأرباح لأعضاء السلسلة ومن ثم يؤدي إلى خفض تكاليف المنتجات.
فضلاً عما سبق، فإن هندسة اللوجستيات كتخصص تعد أحد أهم جوانب هندسة الأنظمة التي تشمل هندسة الموثوقية. فهي بمثابة العلم والعملية التي تجمع بين الموثوقية والقابلية للصيانة والتوافر في المنتجات أو الأنظمة. وتشمل أيضًا اعتبارات العرض والتوزيع المادية السابق ذكرها وكذلك الاعتبارات الهندسية الأساسية. فعلى سبيل المثال، إذا كنا نريد وضع نظام موثوق بنسبة 95٪ (أو تحسين نظام لتحقيق موثوقية بنسبة 95%)، فإنه يجب على مهندس اللوجستيات إدراك أن الموثوقية الكلية للنظام لا يمكن أن تكون أكبر من الأنظمة أو المكونات الأقل موثوقية. ولهذا يجب على مهندس اللوجستيات مراعاة موثوقية كل الأنظمة أو المكونات الفرعية وتعديل تصميم النظام وفقًا لذلك. على سبيل المثال، إذا كان هناك نظام فرعي موثوقًا بنسبة 50% فقط, فيمكن التركيز على زيادة موثوقية هذا النظام الفرعي، و/أو وتصميم أنظمة فرعية متعددة بشكلٍ متوازٍ (5 أنظمة فرعية في هذه الحالة يمكنها تحقيق موثوقية بنسبة حوالي 97% لهذا النظام الفرعي)، كما يمكن شراء وتخزين أنظمة فرعية بديلة من أجل تغييرها بسرعة، و/أو تأسيس آلية للإصلاح يمكنها إعادة تشغيل أي نظام فرعي معطل في الوقت المحدد و/أو اختيار أي مجموعة من تلك الأساليب معًا لتحقيق التكلفة الأمثل لحل الموثوقية. وبعد ذلك، ينتقل المهندس إلى النظام الفرعي التالي، وهكذا.
يستخدم مهندسو اللوجستيات نماذج رياضية معقدة مثل متوسط الوقت بين الأعطال (MTBF)، ومتوسط الوقت قبل العطل (MTTF) ومتوسط زمن الإصلاح (MTTR) وأنماط الأعطال وتحليل الآثار (FMEA) والتوزيعات الإحصائية ونظرية الطابور، وبعض الاعتبارات الأخرى. ومن الواضح أن هندسة اللوجستيات هي علم معقد ينظر في مفاضلات تصميم المكون/النظام وإمكانية الإصلاح والتدريب ومخزون قطع الغيار ومعاينة السجلات والتخزين ونقاط التوزيع وطرق النقل، وذلك لضمان توفر «المنتج» في المكان والزمن المناسبين وإدارته بالطريقة المرغوب فيها وبتكلفةٍ مقبولة.

## مقاييس الأداء
هناك مقاييس أداء مختلفة يتم استخدامها لفحص كفاءة اللوجستيات في المنظمة. ويعتبر مقياس السعر شامل التفريغ من أشهر مقاييس الأداء وأكثرها استخدامًا. فهو يمثل التكلفة الإجمالية لشراء ونقل وتخزين وتوزيع المواد الخام والسلع شبه المصنّعة وتامة الصنع.
ويوجد أيضًا مقياس أداء آخر بنفس الأهمية ألا وهو نسبة إرضاء المستخدم النهائي. وهو عبارة عن النسبة المئوية لطلبات العملاء التي تمت تلبيتها فور توفرها (متوفرة في المخازن). ويُعد نظام التوافر بديلاً لهذا المقياس.
في السنوات الأخيرة، أيدت وزارة دفاع الولايات المتحدة (DoD) استخدام عقود اللوجستيات القائمة على الأداء، وذلك لإدارة التكاليف من أجل دعم أنظمة الأسلحة.

## وصلات خارجية
- The Council of Logistics Engineering Professionals
- SOLE – The International Society of Logistics
- Definition of Landed Cost by 3CE